# Jeanne Eagels (pel·lícula)
Jeanne Eagels és una pel·lícula estatunidenca dirigida per George Sidney i produïda per la Columbia Pictures, estrenada el 1957. És un biopic sobre l'estrella de Broadway dels anys 20 Jeanne Eagels (1894-1929). Ha estat doblada al català

## Argument[2]
Una noia pobra però bonica anomenada Jeanne participa en un concurs de bellesa però fracassa a ser coronada com a reina. No obstant això tant la seva determinació com la seva figura impressionen Sal Satori, l'organitzador, tant que li dona una feina com ballarina de carnaval. Es converteix en el seu amic i, després en el seu gran amor. Tanmateix, ser ballarina no és el somni de Jeanne: vol ser actriu. Així Jeanne aprofita que la companyia Satori és a Nova York per consultar una famosa professora de drama, Mrs. Neilson. Aquesta pensa que pot actuar i Jeanne ho demostra en la primera obra. Però Jeanne només quedarà satisfeta quan aconsegueixi l'estatus d'estrella.
Aviat obté el paper que la portarà a fama robant-li-ho a Elsie Desmond, una actriu envellira que planejava el seu retorn amb aquest paper. Desesperada, elsie es suïcida. Encara que se sent una mica culpable, a Jeanne obertament li agrada el seu triomf, que preocupa el seu company que no entén la seva actitud. Sal l'acaba deixant, un cop del qual mai no es recuperarà. Comença a beure i a prendre drogues i comença un lent descens a l'infern...

## Repartiment
- Kim Novak: Jeanne Eagles
- Jeff Chandler: Sal Satori
- Agnes Moorehead: Nellie Neilson
- Charles Drake: John Donahue
- Larry Gates: Al Brooks
- Virginia Grey: Elsie Desmond
- Gene Lockhart: Equity Board President
- Joe de Santis: Frank Satori
- Murray Hamilton: Chick O'Hara
- Lowell Gilmore
- Raymond Greenleaf
- Hank Mann
- 'Snub' Pollard
- Will Wright
- Richard Gaines
- Doris Lloyd